# سيركان ايكوت
سيركان ايكوت (بالتركية: Serkan Aykut)‏ هو لاعب كرة قدم تركي في مركز الهجوم، ولد في 24 فبراير 1975 في أنقرة في تركيا. شارك مع منتخب تركيا لكرة القدم. أما مع النوادي، فقد لعب مع سامسون سبور وغلطة سراي.

## وصلات خارجية
- سيركان ايكوت على موقع اتحاد تركيا (لاعب) (الإنجليزية)
- سيركان ايكوت على موقع قاعدة بيانات كرة القدم.إي يو (الإنجليزية)
- سيركان ايكوت على موقع ناشيونال فوتبول تيمز (الإنجليزية)
- سيركان ايكوت على موقع عالم كرة القدم.نت (الإنجليزية)